# 에밀리오 은수에
에밀리오 은수에 로페스(스페인어: Emilio Nsue López, 1989년 9월 30일 ~ )는 스페인 출생 적도 기니의 축구 선수로 현재 스페인 프리메라 페데라시온의 CF 인테르시티에서 수비수 겸 공격수로 뛰고 있으며 적도 기니 대표팀 선수 가운데 역대 국제 A매치 최다 득점 기록을 보유하고 있다.

## 선수 경력

### 클럽
2006년 RCD 마요르카 입단을 통해 프로에 입문한 후 2008년까지 2군에서 55경기 26골을 터뜨리면서 팀의 테르세라 디비시온 2시즌 연속 준우승(2006-07, 2007-08)에 기여했다.
그리고 이에 앞서 2008년 1월 마요르카 1군팀에 합류하여 2경기에 출전한 뒤 2008-09 시즌에는 CD 카스테욘으로 임대 이적하여 41경기 8골을 기록했고 2009-10 시즌에는 레알 소시에다드로 임대 이적하여 공식전 34경기 5골을 기록하면서 소시에다드의 세군다 디비시온 우승에 일조했다.
그 후 2009-10 시즌을 마치고 마요르카로 복귀하여 2013-14 시즌까지 공식전 151경기 16골을 터뜨리며 2011-12 코파 델 레이 8강 진출에 기여했으며 2013-14 시즌 종료 후 마요르카와 작별했다.
마요르카와의 계약을 해지한 뒤 2014-15 시즌 개막을 앞두고 잉글랜드 EFL 챔피언십의 미들즈브러 FC로 둥지를 틀었고 이적 후 2016-17 시즌 중반까지 공식전 80경기 3골을 기록하며 2014-15 EFL 챔피언십 4위, 2015-16 EFL 챔피언십 준우승 및 2016-17 시즌 프리미어리그 승격, 2015-16 EFL컵 8강 진출 등에 기여했다.
이후 2016-17 시즌 중반 버밍엄 시티로 이적하여 2시즌간 공식전 38경기 1골을 기록한 뒤 키프로스 1부 리그의 아포엘 FC와 입단 계약을 체결했으며 아포엘로 이적 후 2018-19 시즌까지 31경기 10골의 준수한 성적을 남기며 2연속 리그 우승, 2018-19 키프로스컵 준우승, 2019년 키프로스 슈퍼컵 우승의 주역으로 활약했다.
2018-19 시즌 종료 후 같은 키프로스 1부 리그의 아폴론 리마솔로 이적하여 공식전 20경기 1골을 기록했지만 코로나19 범유행의 여파로 리그를 끝까지 마치지 못한 채 결국 아폴론 리마솔과 결별 수순을 밟아야 했다.
이후 아포엘로 복귀하여 2020-21 시즌 리그 27경기 3골의 준수한 성적을 거두며 팀의 1부 리그 잔류에 기여한 뒤 2020-21 시즌을 끝으로 아포엘과의 계약을 종료했다.

### 국가대표팀
2005년부터 2011년까지 스페인 연령대별 청소년 대표팀의 일원으로 통산 51경기 20골을 터뜨리며 U-19 대표팀의 2007년 UEFA U-19 축구 선수권 대회 우승, U-20 대표팀의 2009년 지중해 경기 대회 금메달, 2009년 FIFA U-20 월드컵 16강, U-21 대표팀의 2011년 UEFA U-21 축구 선수권 대회 우승의 주역으로 맹활약했다.
이후 2013년 아버지의 고향인 적도 기니 대표팀에 첫 발탁되어 2013년 3월 21일 베냉과의 친선 경기에서 적도 기니 대표팀에서의 첫 경기를 가졌다.
그로부터 3일 후에 열린 카보베르데와의 2014년 FIFA 월드컵 아프리카 지역 2차 예선 B조 3차전에서 국제 A매치 데뷔골을 해트트릭으로 장식하며 팀의 승리를 이끄는 듯 했으나 이후 부적격 선수로 밝혀지면서 결국 0-3의 몰수패를 당했고 이 경기에서 기록한 득점도 모두 무효 처리되었다.
그러나 2015년 1월 17일 홈에서 열린 콩고 공화국과의 2015년 아프리카 네이션스컵 본선 A조 개막전에서야 A매치 데뷔골을 터뜨리며 1-1 무승부에 일조했고 팀은 조별리그 3경기에서 1승 2무·조 2위로 8강에 진출하여 8강에서 2004년 대회 우승팀인 난적 튀니지를 잡아내는 파란을 일으키며 FIFA 월드컵과 아프리카 네이션스컵을 통틀어 메이저 대회 첫 4강 진출이라는 적도 기니 축구의 새 역사를 만들었다.
이후 2017년 아프리카 네이션스컵 예선에서 베냉과 남수단을 상대로 2골을 터뜨리며 맹활약했고 2019년 아프리카 네이션스컵 예선에서는 수단을 상대로 3골을 몰아치는 등 현재까지 A매치 통산 24경기 12골의 준수한 성적을 나타내고 있다.
2024년 5월 FIFA는 2026년 월드컵 예선 2경기에 출전 자격을 박탈하면서 국가대표팀 경기를 6개월간 중단했다.

## 수상

### 클럽
RCD 마요르카 B
- 테르세라 디비시온 : 준우승 (2006-07, 2007-08)

 레알 소시에다드
- 세군다 디비시온 : 우승 (2009-10)

 미들즈브러 FC
- EFL 챔피언십 : 준우승 (2015-16), 4위 (2014-15)

 아포엘 FC
- 키프로스 1부 리그 : 우승 (2016-17, 2018-19)
- 키프로스컵 : 준우승 (2018-19)
- 키프로스 슈퍼컵 : 우승 (2019)

### 국가대표팀
스페인 U-19
- UEFA U-19 축구 선수권 대회 : 우승 (2007)

 스페인 U-20
- 지중해 경기 대회 : 금메달 (2009)

 스페인 U-21
- UEFA U-21 축구 선수권 대회 : 우승 (2011)

 적도 기니
- 아프리카 네이션스컵 : 4위 (2015)

### 개인
- 아프리카 네이션스컵 득점상 : 2023 (5골)